# Калядин, Игорь Иванович
Игорь Иванович Калядин (19 февраля 1956, Москва, СССР) —    советский актёр театра, российский сценарист и  режиссёр. Член Академии российского телевидения.  Заслуженный деятель искусств Российской Федерации (2009).

## Биография
Родился в 1956 году.
В 1978 году окончил Школу-студию МХАТ (курс Софьи Пилявской и Владимира Богомолова). В 1980-е годы выступал на сцене московского театра «Современник». Играл де Лагранжа в «Кабале святош» по Булгакову, Республиканца во «Вдове Капет» Фейхтвангера, Василия в «Вечно живых». После работы на Иновещании, где Игорь Иванович Калядин выпустил несколько радиоспектаклей ("Вишневый сад", и пр.) с вещанием на Индию, и окончанием Высших режиссерских курсов в 90-е Калядин переходит на телевидение, где работал режиссёром телепрограмм и документальных фильмов канала РТР. Режиссёр программы Владимира Цветова «Не вырубить». С 1997 года по 2010 работал на телеканале ВГТРК "Культура" режиссером-постановщиком.

## Награды и номинации
- Премия ТЭФИ (1996) за лучший телевизионный фильм («Симонов и Гроссман. Сын и пасынок»)[1]
- Заслуженный деятель искусств РФ (2009)
- Лауреат «ТЭФИ-Содружество» (2012) за документальный фильм «Покаяние Тенгиза Абуладзе»[2]

## Мнение о профессии
За режиссёра должны говорить снятые им фильмы. В них его любовь, его боль, его человеческая и, по большому счёту, гражданская позиция.